# Canadian Open 2022 - Qualificazioni singolare maschile
Le qualificazioni del singolare maschile del Canadian Open 2022 sono state un torneo di tennis preliminare per accedere alla fase finale della manifestazione. I vincitori dell'ultimo turno sono entrati di diritto nel tabellone principale. In caso di ritiro di uno o più giocatori aventi diritto a questi sono subentrati i lucky loser, ossia i giocatori che hanno perso nell'ultimo turno ma che avevano una classifica più alta rispetto agli altri partecipanti che avevano comunque perso nel turno finale.

## Teste di serie
1. Marcos Giron (qualificato)
2. Fabio Fognini (qualificato)
3. João Sousa (primo turno)
4. James Duckworth (primo turno)
5. Adrian Mannarino (qualificato)
6. Arthur Rinderknech (qualificato)
7. Quentin Halys (ultimo turno, ritirato)

1. Hugo Gaston (qualificato)
2. Kwon Soon-woo (ultimo turno)
3. Daniel Altmaier (ultimo turno)
4. Jack Draper (qualificato)
5. Denis Kudla (primo turno)
6. Alexei Popyrin (ultimo turno)
7. Tarō Daniel (ultimo turno)

## Qualificati
1. Marcos Giron
2. Fabio Fognini
3. Benoît Paire
4. Hugo Gaston

1. Adrian Mannarino
2. Arthur Rinderknech
3. Jack Draper

## Tabellone

### Legenda
| - Q = Qualificato - WC = Wild card - LL = Lucky loser | - ALT = Alternate - SE = Special Exempt - PR = Protected Ranking | - w/o = Walkover - r = Ritirato - d = Squalificato |

### Sezione 1
|  | Primo turno | Primo turno    | Primo turno    | Primo turno | Primo turno |  |  | Ultimo turno | Ultimo turno   | Ultimo turno | Ultimo turno | Ultimo turno |  |
|  |             |                |                |             |             |  |  |              |                |              |              |              |  |
|  | 1           | Marcos Giron   | Marcos Giron   | 7           | 6           |  |  |              |                |              |              |              |  |
|  |             | Jason Kubler   | Jason Kubler   | 64          | 3           |  |  | 1            | Marcos Giron   | 6            | 610          | 6            |  |
|  | Alt         | Steven Diez    | Steven Diez    | 3           | 64          |  |  | 13           | Alexei Popyrin | 4            | 7            | 1            |  |
|  | 13          | Alexei Popyrin | Alexei Popyrin | 6           | 7           |  |  |              |                |              |              |              |  |

### Sezione 2
|  | Primo turno | Primo turno      | Primo turno      | Primo turno | Primo turno |  |  | Ultimo turno | Ultimo turno    | Ultimo turno | Ultimo turno | Ultimo turno |  |
|  |             |                  |                  |             |             |  |  |              |                 |              |              |              |  |
|  | 2           | Fabio Fognini    | Fabio Fognini    | 6           | 6           |  |  |              |                 |              |              |              |  |
|  | Alt         | Kelsey Stevenson | Kelsey Stevenson | 3           | 1           |  |  | 2            | Fabio Fognini   | 6            | 4            | 6            |  |
|  | WC          | Jaden Weekes     | Jaden Weekes     | 3           | 4           |  |  | 10           | Daniel Altmaier | 3            | 6            | 2            |  |
|  | 10          | Daniel Altmaier  | Daniel Altmaier  | 6           | 6           |  |  |              |                 |              |              |              |  |

### Sezione 3
|  | Primo turno | Primo turno        | Primo turno        | Primo turno | Primo turno |  |  | Ultimo turno | Ultimo turno       | Ultimo turno | Ultimo turno | Ultimo turno |  |
|  |             |                    |                    |             |             |  |  |              |                    |              |              |              |  |
|  | 3           | João Sousa         | João Sousa         | 3           | 62          |  |  |              |                    |              |              |              |  |
|  |             | Marc-Andrea Hüsler | Marc-Andrea Hüsler | 6           | 7           |  |  |              | Marc-Andrea Hüsler | 3            | 6            | 1            |  |
|  |             | Benoît Paire       | Benoît Paire       | 6           | 6           |  |  |              | Benoît Paire       | 6            | 3            | 6            |  |
|  | 12          | Denis Kudla        | Denis Kudla        | 4           | 4           |  |  |              |                    |              |              |              |  |

### Sezione 4
|  | Primo turno | Primo turno     | Primo turno     | Primo turno  | Primo turno |  |  | Ultimo turno | Ultimo turno   | Ultimo turno   | Ultimo turno | Ultimo turno |  |
|  |             |                 |                 |              |             |  |  |              |                |                |              |              |  |
|  | 4           | James Duckworth | James Duckworth | 3            | 65          |  |  |              |                |                |              |              |  |
|  | WC          | Gabriel Diallo  | Gabriel Diallo  | 6            | 7           |  |  | WC           | Gabriel Diallo | Gabriel Diallo | 2            | 1r           |  |
|  |             | Michael Mmoh    | Michael Mmoh    | Michael Mmoh | 0r          |  |  | 8            | Hugo Gaston    | Hugo Gaston    | 6            | 2            |  |
|  | 8           | Hugo Gaston     | Hugo Gaston     | Hugo Gaston  | 3           |  |  |              |                |                |              |              |  |

### Sezione 5
|  | Primo turno | Primo turno      | Primo turno      | Primo turno | Primo turno |  |  | Ultimo turno | Ultimo turno     | Ultimo turno | Ultimo turno | Ultimo turno |  |
|  |             |                  |                  |             |             |  |  |              |                  |              |              |              |  |
|  | 5           | Adrian Mannarino | Adrian Mannarino | 7           | 7           |  |  |              |                  |              |              |              |  |
|  | Alt         | Max Purcell      | Max Purcell      | 5           | 6           |  |  | 5            | Adrian Mannarino | 1            | 6            | 6            |  |
|  | Alt         | Matthew Ebden    | Matthew Ebden    | 1           | 6(1)        |  |  | 9            | Kwon Soon-woo    | 6            | 4            | 3            |  |
|  | 9           | Kwon Soon-woo    | Kwon Soon-woo    | 6           | 7           |  |  |              |                  |              |              |              |  |

### Sezione 6
|  | Primo turno | Primo turno         | Primo turno | Primo turno | Primo turno |  |  | Ultimo turno | Ultimo turno       | Ultimo turno       | Ultimo turno | Ultimo turno |  |
|  |             |                     |             |             |             |  |  |              |                    |                    |              |              |  |
|  | 6           | Arthur Rinderknech  | 6           | 68          | 6           |  |  |              |                    |                    |              |              |  |
|  | WC          | Juan Carlos Aguilar | 3           | 7           | 4           |  |  | 6            | Arthur Rinderknech | Arthur Rinderknech | 6            | 6            |  |
|  | WC          | Liam Draxl          | Liam Draxl  | 4           | 2           |  |  | 14           | Tarō Daniel        | Tarō Daniel        | 4            | 4            |  |
|  | 14          | Tarō Daniel         | Tarō Daniel | 6           | 6           |  |  |              |                    |                    |              |              |  |

### Sezione 7
|  | Primo turno | Primo turno       | Primo turno     | Primo turno | Primo turno |  |  | Ultimo turno | Ultimo turno  | Ultimo turno  | Ultimo turno  | Ultimo turno |  |
|  |             |                   |                 |             |             |  |  |              |               |               |               |              |  |
|  | 7           | Quentin Halys     | 6               | 3           | 6           |  |  |              |               |               |               |              |  |
|  |             | Ričardas Berankis | 1               | 6           | 3           |  |  | 7            | Quentin Halys | Quentin Halys | Quentin Halys | 1r           |  |
|  | Alt         | Roberto Marcora   | Roberto Marcora | 3           | 0           |  |  | 11           | Jack Draper   | Jack Draper   | Jack Draper   | 3            |  |
|  | 11          | Jack Draper       | Jack Draper     | 6           | 6           |  |  |              |               |               |               |              |  |